# KSH T1
Der vierachsige Triebwagen KSH T1 der Kleinbahn Selters–Hachenburg wurde 1936 von der Waggonfabrik Talbot in Aachen gebaut. Der Triebwagen war der einzige der Kleinbahn und kam nur auf deren Strecke zum Einsatz. Kurz vor Einstellung des Gesamtbetriebes war er in einen Unfall verwickelt und wurde 1957 ausgemustert. Der Verbleib ist nicht bekannt.

## Geschichte und Einsatz
Um den Personenverkehr auf der Kleinbahn wirtschaftlicher zu gestalten, beschaffte die Gesellschaft der Kleinbahn bei der Waggonfabrik Talbot in Aachen diesen Triebwagen.
Nach gründlicher Überarbeitung des Oberbaues und gleichzeitiger Erhöhung der Höchstgeschwindigkeit auf 40 km/h konnte die Fahrtzeit mit dem Triebwagen für die Gesamtstrecke von 80 Minuten auf 60 Minuten gesenkt werden. Die Zahl der beförderten Personen konnte im ersten Jahr seines Einsatzes auf 49.881 verdoppelt werden. 1938 wurden 103.931 Fahrkarten verkauft, 1941 waren es gar 212.000.
Bei starken Verkehr führte der Triebwagen einen Beiwagen mit, wofür er mit einer Druckluftbremse ausgerüstet war. Der Personenverkehr wurde bis Ende des Zweiten Weltkrieges betrieben, jedoch mit ständig abnehmenden Beförderungszahlen. Es gab den Plan, den Triebwagen auf Grund der Treibstoffverknappung auf Flüssiggas umzustellen. Seitens der Bahnaufsichtsbehörde bestanden dagegen Bedenken wegen des Brandschutzes.
1951 wurde der Abschnitt Herschbach–Hachenburg stillgelegt und abgebaut, der Triebwagen befuhr nur noch die Reststrecke von Selters nach Herschbach. Die Befördertenzahlen sanken weiter durch zunehmenden Individualverkehr und von der Kleinbahn-Gesellschaft eingeführte Buslinien.
Mehrmals war der Triebwagen in Unfälle verwickelt. So stieß er 1948 mit einem LKW an einem Bahnübergang zusammen. Auch 1952 und 1954 war er jeweils mit einem PKW an Bahnübergängen zusammengestoßen. 1954 fuhr er auf die Gleise gelegte Hindernisse auf. 1956 fuhr der T1 auf eine Dampflokomotive auf und wurde erheblich beschädigt. Bei einem Wiederaufbau wären hohe Reparaturkosten angefallen, zudem hätte ein neuer Motor beschafft werden müssen. Der Triebwagen wurde daraufhin ausgemustert und der Wagenkasten an einen Privatmann als Wochenendhaus verkauft. Sein weiterer Verbleib ist nicht bekannt. Für den Restverkehr wurden von der Rendsburger Kreisbahn eine Diesellok und drei Personenwagen erworben, die bis 1960 den Gesamtbetrieb abwickelten.

## Technische Merkmale/Ausstattung
Der Wagenkasten war eine Holzkonstruktion, die außen mit Blechen verkleidet wurde. Neben dem Fahrgastabteil waren zwei Führerstände vorhanden, die durch Trennwände mit Schiebetüren abgeteilt wurden. Die Außentüren waren ebenfalls Schiebetüren. Den Wagen hatte einen Dachgepäckträger mit Aufstiegsleiter, Gepäcknetze oberhalb der Seitenfenster, elektrische Deckenleuchten und Sonnenschutzvorhänge. Die Sitzanordnung war 3+1, wodurch der mittig gelagerte Dieselmotor, der teilweise in den Fahrgastraum ragte, durch eine Sitzbank verdeckt werden konnte.
Die dieselmechanische Maschinenanlage bestand aus dem Sechszylinder-Viertakt-Dieselmotor KHD A6M 317 und einem TAG-Getriebe der Deutschen Werke Kiel. Über eine Kardanwelle wurde ein Triebdrehgestell angetrieben. Das andere Drehgestell war ein Laufdrehgestell. Die Abgasanlage wurde an einer Wagenseite auf das Triebwagendach geführt.
Beheizt wurde der Wagen durch das Kühlwasser des Dieselmotors. Der Triebwagen besaß ein Bordsystem für 24 V und war mit einer Balancierhebelkupplung ausgerüstet. Ursprünglich war das Dach aluminiumfarbig lackiert, die Untergestelle schwarz, der obere Teil des Kastens zwischen den Fenstern elfenbein und der untere Teil dunkelrot. Kurz vor seiner Ausmusterung hatte er noch eine neue Lackierung mit schwarzem Rahmen, rotem Wagenkasten und grauem Dach erhalten.